# Pingyuan
Pingyuan léase Ping-Yuán (en chino:平原县, pinyin:Píngyuán xiàn) es un condado bajo la administración directa de la ciudad-prefectura de Dezhou. Se ubica al norte de la provincia de Shandong, este de la República Popular China. Su área es de 1047 km² y su población total para 2010 fue +400 mil habitantes.

## Administración
El condado de Pingyuan se divide en 12 pueblos que se administran en 2 subdistritos, 7 poblados y 3 villas.